# Cinara pseudoschwarzii
Cinara pseudoschwarzii är en insektsart som beskrevs av Palmer 1936. Cinara pseudoschwarzii ingår i släktet Cinara och familjen långrörsbladlöss. Inga underarter finns listade i Catalogue of Life.